# Geneva County
Geneva County ist ein County im US-Bundesstaat Alabama der Vereinigten Staaten. Im Jahr 2020 hatte das County 26.659 Einwohner und eine Bevölkerungsdichte von 17 Einwohnern pro Quadratkilometer. Der Verwaltungssitz (County Seat) ist Geneva. Das County gehört zu den Dry Countys, was bedeutet, dass der Verkauf von Alkohol eingeschränkt oder verboten ist.

## Geographie
Das County liegt im Süden von Alabama, an Floridas Nordgrenze und hat eine Fläche von 1499 Quadratkilometern, wovon sieben Quadratkilometer Wasserflächen sind. Es grenzt im Uhrzeigersinn an folgende Countys: Covington County, Coffee County, Dale County und Houston County.

## Geschichte
Geneva County wurde am 26. Dezember 1868 auf Beschluss der State Legislature aus Teilen des Dale County gebildet. Benannt wurde es nach der Stadt Geneva, die ihren Namen wiederum von ihrem Mitbegründer, Walter H. Yonge, erhalten hatte und die größte Siedlung im neuen County war. Yonge, der mit seinem Bruder den Handelsposten erbaut hatte, aus dem die Ortschaft hervorging, hatte den Ort nach der Heimatstadt seiner Frau, Geneva im Bundesstaat New York, benannt. Als erstes Courthouse diente ein Schulgebäude. Später wurde ein Ziegelbau zu diesem Zweck errichtet, der 1898 einem Brand zum Opfer fiel. Der Nachfolgebau brannte 1912 gleichfalls ab. Das darauf folgende Courthouse hielt bis 1969 durch und wurde dann durch das heutige ersetzt, das 1996 renoviert wurde.
Noch vor der Bildung des Countys wurde der Ort Geneva bei einer Flut im Jahre 1861 zerstört und vier Jahre später auf größerer Höhe wieder errichtet.  Im Jahr 1901 wurde das County durch das Eisenbahnnetz der Louisville and Nashville Railroad erschlossen. Die Strecke verband Georgiana, Alabama mit Graceville, Florida. Bei einer erneuten Flut 1927 trug die Stadt große Schäden davon und erhielt danach einen Schutzdamm. Im Jahr 1987 wurde die Eisenbahnstrecke durch das County aufgegeben und der Bahnhof in Geneva geschlossen.

## Demographische Daten

Alterspyramide des Geneva County

Nach der Volkszählung im Jahr 2000 lebten im Geneva County 25.764 Menschen. Davon wohnten 274 Personen in Sammelunterkünften, die anderen Einwohner lebten in 10.477 Haushalten und 7.459 Familien. Die Bevölkerungsdichte betrug 17 Einwohner pro Quadratkilometer. Ethnisch betrachtet setzte sich die Bevölkerung zusammen aus 87,11 Prozent Weißen, 10,65 Prozent Afroamerikanern, 0,76 Prozent amerikanischen Ureinwohnern, 0,12 Prozent Asiaten, 0,02 Prozent Bewohnern aus dem pazifischen Inselraum und 0,62 Prozent aus anderen ethnischen Gruppen; 0,72 Prozent stammten von zwei oder mehr Ethnien ab. 1,76 Prozent der Bevölkerung waren spanischer oder lateinamerikanischer Abstammung.

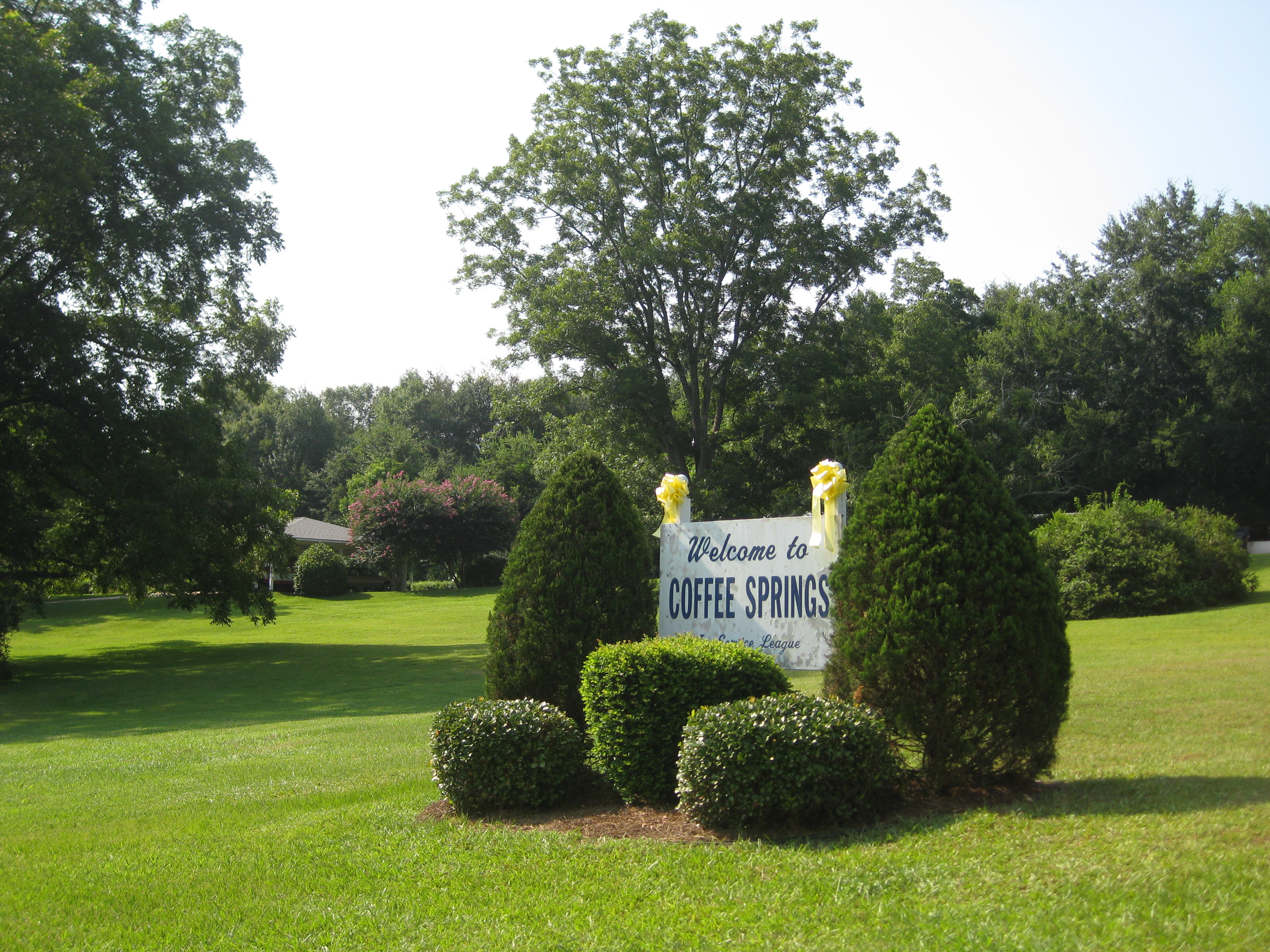
Coffee Springs, Geneva County

Von den 10.477 Haushalten hatten 30,6 Prozent Kinder und Jugendliche unter 18 Jahren, die bei ihnen lebten. In 56,4 Prozent lebten verheiratete, zusammen lebende Paare, 11,0 Prozent waren allein erziehende Mütter, 28,8 Prozent waren keine Familien, 26,3 Prozent aller Haushalte waren Singlehaushalte und in 12,3 Prozent lebten Menschen im Alter von 65 Jahren oder darüber. Die Durchschnittshaushaltsgröße betrug 2,43 und die durchschnittliche Familiengröße betrug 2,92 Personen.
24,0 Prozent der Bevölkerung waren unter 18 Jahre alt, 7,5 Prozent zwischen 18 und 24, 26,8 Prozent zwischen 25 und 44, 25,3 Prozent zwischen 45 und 64 und 16,3 Prozent waren 65 Jahre oder älter. Das Durchschnittsalter betrug 39 Jahre. Auf 100 weibliche Personen kamen 94,7 männliche Personen und auf Frauen im Alter von 18 Jahren und darüber kamen 90 Männer.
Das jährliche Durchschnittseinkommen eines Haushalts betrug 26.448 USD, das Durchschnittseinkommen einer Familie 32.563 USD. Männer hatten ein Durchschnittseinkommen von 26.018 USD, Frauen 19.341 USD. Das Prokopfeinkommen betrug 14.620 USD. 15,9 Prozent der Familien und 19,6 Prozent der Einwohner lebten unterhalb der Armutsgrenze.

## Orte im Geneva County
- Bailey Crossroads
- Bald Hill
- Bellwood
- Black
- Chancellor
- Coffee Springs
- Dundee
- Earlytown
- Eunola
- Fadette
- Geneva
- Hacoda
- Hartford
- High Bluff
- Highfalls
- Highnote
- Kellys Crossroads
- Lowery
- Lytle
- Malvern
- Marl
- Pera
- Piney Grove
- Samson
- Scranton
- Sellersville
- Slocomb
- Spears
- Taylor
- Thurston
- Vanlandingham Mill
- Weeks